# Arbesovo náměstí
Arbesovo náměstí na Smíchově v Praze dostalo název podle spisovatele a novináře Jakuba Arbesa (1840–1914) a většinu jeho plochy tvoří městský park. Arbes byl pražský patriot, na Smíchově prožil celý život a 8. 4. 1964 byla v parku odhalena jeho socha. Náměstí obklopují ulice:
- ze západu Štefánikova
- ze severovýchodu Elišky Peškové a Pavla Švandy ze Semčic
- z jihovýchodu Preslova a Kořenského.

## Historie a názvy
Na ploše náměstí od poloviny 12. století stál Kostel svatého Filipa a Jakuba, do roku 1831 či 1833 obklopený hřbitovem, který byl v roce 1891 zbořen. Proto se od 60. let 19. století náměstí nazývalo „Kostelní“, pak od roku 1895 „Jakubské“ a od roku 1920 má současný název.

## Budovy, firmy a instituce
- činžovní dům Arbesovo náměstí 3, neorenesanční 5podlažní dům postaven v roce 1902[6]
- marketingová organizace hlavního města Prahy – Arbesovo náměstí 4[7]
- čtyřhvězdičková restaurace U svatého Filipa a Jakuba – Arbesovo náměstí 5[8]
- pobočka ČSOB – Arbesovo náměstí 7[9]
- supermarket Tesco expres, Arbesovo náměstí 8[10]
- cukrárna Emil Geigher, Arbesovo náměstí 9[11]
- klientské centrum a bitcoinmat, Arbesovo náměstí 11[12]
- výdejní místo Zásilkovny, Arbesovo náměstí 14[13]